# Sheila Lerwill
Sheila Lerwill (née Alexander le 16 août 1928 à Londres) est une athlète britannique, spécialiste du saut en hauteur.

## Carrière
Le 7 juillet 1951, à Londres, Sheila Lerwill établit un nouveau record du monde du saut en hauteur avec 1,72 m, améliorant d'un centimètre l'ancienne meilleure marque mondiale détenue depuis 1943 par la Néerlandaise Fanny Blankers-Koen.
Elle remporte la médaille d'or aux Championnats d'Europe de 1950, à Bruxelles, avec un saut à 1,63 m, devant sa compatriote Dorothy Tyler. 
Sélectionnée pour les Jeux olympiques de 1952, à Helsinki, Sheila Lerwill se classe deuxième avec un saut à 1,65 m, derrière la Sud-africaine Esther Brand. 

### Palmarès
| Date | Compétition           | Lieu      | Résultat | Marque |
| ---- | --------------------- | --------- | -------- | ------ |
| 1950 | Championnats d'Europe | Bruxelles | 1re      | 1,63 m |
| 1952 | Jeux olympiques       | Helsinki  | 2e       | 1,58 m |

### Records
| Épreuve         | Performance | Lieu    | Date           |
| --------------- | ----------- | ------- | -------------- |
| Saut en hauteur | 1,72 m      | Londres | 7 juillet 1951 |